# Rezső Kemény
Rezső Kemény, nascut Leffler (Nyíregyháza (província de Szabolcs-Szatmár-Bereg), 21 de març de 1871 – Budapest, 1 de juliol, 1945) va ser un violinista i professor hongarès.

## Biografia
Fill d'Ármin Leffler i Cecília Hartstein. Primer va estudiar amb Alajos Gobbi, després amb Jenő Hubay a l'Acadèmia Nacional de Música i finalment amb Joseph Joachim a Berlín. El 1890 va ser nomenat professor de violí al Conservatori de Königsberg. Més tard va esdevenir director del club de música d'allà i, a partir del 1897, director. El 1898 va ser cridat de nou a l'Acadèmia de Música de Budapest, on va ensenyar fins a la seva jubilació el 1934. A partir de la dècada de 1890 va oferir concerts per tota Europa. Durant molts anys va actuar com a membre del quartet de corda Hubay-Popper. El 1918 va fundar la seva pròpia companyia de quartets de corda. La seva mort va ser causada per una insuficiència cardíaca.

## Vida personal
La seva dona era Elvira Kölcsei (1880–1951), filla d'Adolf Kölcsei, corredor, i Mária Fuchs. Els seus fills van ser Éva Kemény, Tiborné Ágoston (1903–1944) i Alfréd Kemény (1908–?), enginyer mecànic.